# Szigliget (hrad)
Szigliget je zřícenina hradu na kopci nad stejnojmenným maďarským městem na břehu Balatonu. Hrad byl postaven pannonhalmským benediktinským opatstvím v roce 1262, později se stal královským vlastnictvím. Po roce 1300 byl v držení rodu Móriczhidai, po roce 1445 se hradním pánem stal Mikuláš Úljaky a od roku 1521 patřil rodině Tóti-Lengyel. Hrad chránil uherské hranice s osmanskou říší, zažil mnoho tureckých nájezdů, ale ani jeden z nich nebyl úspěšný. V roce 1702 byl na rozkaz císaře Leopolda zničen, postupně kameny rozebrali zdejší obyvatelé; v letech 1931, 1953 a 1965–1966 byl opraven. Horní hrad se dvěma věžemi a palácem má rozměr 75 × 20 metrů. V průběhu 15. a 16. století vznikl níže severní dolní hrad o rozměru 75 × 50 metrů.
Jedná se o dvojhrad, spodní hrad s rondelem sloužil jako hlavní pevnost.